# Ушков, Василий Афанасьевич
Василий Афанасьевич Ушков (30 декабря 1871 (11 января 1872) — 2 июля 1931) — русский советский химик-технолог, один из организаторов лесохимической промышленности СССР, профессор, директор МВТУ (1919—1920).

## Биография
Родился 30 декабря 1871 (11 января 1872) в купеческой семье в Елабуге, где и окончил реальное училище в 1889 году. Затем уехал в Москву, где окончил дополнительный класс в Московском реальном училище (1890) и поступил в Императорское Московское техническое училище (ИМТУ). В 1896 году окончил инженерно-технологическое отделение технического училища со званием инженера-технолога и начал службу в Нижегородском губернском земстве. Здесь он построил один из первых в стране заводов сухой перегонки дерева, на котором производилось сырьё для получения уксусной кислоты и формалина. А во время первой мировой войны он занимался организацией заводов по производству серной и азотной кислот.
Вернувшись в Москву, стал преподавать в ИМТУ (впоследствии — МВТУ); был сверхштатным лаборантом при аналитической лаборатории училища (1904); с 1916 года — профессор химической технологии. Читал лекции по технологии топлива, а также курсы: топок и печей, минеральной технологии и лесохимии. С 1918 года исполнял обязанности ректора, с 5 мая 1919 года был ректором Московского высшего технического училища, передав должность в 1920 году И. А. Калинникову. После смерти в 1924 году С. П. Лангового занял кафедру технологии органических веществ и сосредоточил свою научную деятельность исключительно на вопросах лесохимии. 
Основные труды В. А. Ушкова относятся к области технологии топлива и пирогенным процессам; одна из его работ (совместно с Б. А. Смирновым) — Перспективы производства уксусной кислоты и метанола (Харьков, 1929).
Был председателем научно-технического совета по лесохимической промышленности.
Умер 2 июля 1931 года в Кисловодске. Похоронен в Москве, на 14-м участке Ваганьковского кладбища.